# Zięby
Zięby (deutsch Finken, Kreis Preußisch Eylau) ist ein Ort in der polnischen Woiwodschaft Ermland-Masuren und gehört zur Gmina Górowo Iławeckie (Landgemeinde Landsberg (Ostpreußen)) im Powiat Bartoszyce (Kreis Bartenstein).

## Geographische Lage und Verkehrsanbindung
Zięby am Flüsschen Walsch (polnisch: Wałsza) liegt im Nordosten der Woiwodschaft Ermland-Masuren und ist 23 Kilometer von Bagrationowsk (Preußisch Eylau) und 33 Kilometer von der heutigen Powiathauptstadt Bartoszyce (Bartenstein) entfernt. Durch den Ort verläuft die Woiwodschaftsstraße 512, die Szczurkowo (Schönbruch, heute an der russisch-polnischen Grenze gelegen) und Bartoszyce sowie Górowo Iławeckie (Landsberg) mit Pieniężno (Mehlsack) verbindet. In diese mündet innerhalb der Ortschaft Zięby eine aus nordöstlicher Richtung von Bukowiec (Buchholz) kommende Nebenstraße.

## Geschichte
Der bis 1945 Finken (nach 1361 Vynken, vor 1785 Vincken) genannte Ort wurde in der mittleren Ordenszeit gegründet. Im Jahre 1874 wurde das Dorf in den neu errichteten Amtsbezirk Buchholz (heute polnisch: Bukowiec) eingegliedert und gehörte bis 1945 zum Landkreis Preußisch Eylau im Regierungsbezirk Königsberg in der preußischen Provinz Ostpreußen. Im Jahre 1910 lebten in Finken 247 Menschen. Damals gehörten zur Landgemeinde Finken noch die Ortschaften bzw. Wohnplätze Achthuben (heute polnisch: Reszkowo) sowie Grundmühle Finken (Gradowy Młyn) und Papiermühle Finken (Papiernia, beide nicht mehr existent).
Am 30. September 1928 wurden der Gutsbezirk Saraunen (polnisch: Saruny, nicht mehr existent) sowie das Vorwerk Wiecherts (Wągródka) des Gutsbezirks Schwadtken (Świadki Górowskie) nach Finken eingemeindet. Die Einwohnerzahl stieg bis 1933 auf 350 und betrug 1939 noch 338.
Infolge des Zweiten Weltkrieges kam Finken im Jahre 1945 mit dem südlichen Ostpreußen zu Polen und erhielt die polnische Bezeichnung „Zięby“. Der Ort wurde dem Powiat Bartoszycki (Kreis Bartenstein) zugeordnet und ist heute eine Ortschaft in der Gmina Górowo Iławeckie (Landgemeinde Landsberg) in der Woiwodschaft Ermland-Masuren (von 1975 bis 1998 in der Woiwodschaft Olsztyn).

## Kirche
Evangelischerseits gehörte Finken vor 1945 zum Kirchspiel der Kirche Buchholz (heute polnisch: Bukowiec) im Kirchenkreis Preußisch Eylau (heute russisch: Bagrationowsk), Diözese Landsberg (Ostpreußen) (heute polnisch: Górowo Iławeckie) innerhalb der Kirchenprovinz Ostpreußen der Kirche der Altpreußischen Union. Katholischerseits gehörte Finken zum Bistum Ermland.
Heute ist Zięby einerseits dem Dekanat Górowo Iławeckie im Erzbistum Ermland der Katholischen Kirche in Polen zugeordnet, andrerseits der Kirchengemeinde in Bartoszyce (Bartenstein), einer Filialgemeinde der Pfarrei Kętrzyn (Rastenburg) in der Diözese Masuren der Evangelisch-Augsburgischen Kirche in Polen.